# Puerto del Portillón (Pirineos)
El puerto del Portillón, en francés Col du Portillon, es un puerto de montaña de 1293 metros de altitud situado en los Pirineos en la frontera entre España y Francia, une las poblaciones de Bosost (Valle de Arán) en España con Bagneres de Luchón (Cantón de Bagnères-de-Luchon) en Francia. En aranés el puerto del Portillón es conocido como Pòrt deth Portilhon.
El puerto del Portillón ha sido incluido varias veces en las pruebas ciclistas de la Vuelta España y el Tour de Francia. Es un puerto de referencia para los aficionados al ciclismo, en la parte española del puerto (N-141) se inauguró en 2016 un monolito en homenaje a los ciclistas españoles campeones del Tour de Francia, además cada una de las siete grandes curvas de la N-141 dispone de un hito con el nombre y la fecha de la edición del Tour de Francia en la que los ciclistas españoles se proclamaron campeones.

## Detalles de subida
Saliendo de la población de Bossòst, el ascenso al través de la carretera nacional N-141 es de 8.6 km de longitud. La subida tiene un desnivel de 583 metros a un promedio de 6.8 % con pendientes máximas del 8.2 % a 3 km de la cumbre.
Saliendo de la población de Bagnères-de-Luchon, el ascenso a través de la carretera D-681A es de 10,2 km de longitud. La subida tiene un desnivel de 663 metros a un promedio de 6.5 % con pendientes máximas del 13.9 %.